# Elisabet Lind
Maria Elisabet Lind, född 26 maj 1881 i Roma församling, Gotlands län, död 19 juni 1968 i Lidingö församling, Stockholms län, var en svensk sjuksköterska.
Elisabet Lind var dotter till lantbrukaren Carl Lind. Hon gick ut från Visby högre flickskola 1897 och hade tidigt bestämt sig för att bli sjuksköterska men hade svårt att övervinna föräldrarnas motstånd mot att hon sökte sig till yrket. Åren 1905–1906 genomgick hon Sabbatsbergs sjuksköterskeskola och arbetade därefter som sjuksköterska i privat tjänst. Lind var 1908–1910 ledamot av interimsstyrelsen för Svenska sjuksköterskeföreningen där hon 1910 var en av grundarna. Hon var därefter sekreterare där 1914–1933 och ordförande i föreningen 1933–1945. År 1945 blev hon Svenska sjuksköterskeföreningens hedersledamot. Lind deltog i svenska ambulansens arbete i Wien 1915–1916 och genomgick 1917 Svenska sjuksköterskeföreningens fortsättningskurs. Åren 1917–1944 var hon avställd som sjuksköterska hos L M Ericsson. Lind blev 1920 ledamot av styrelsen för Svenska sjuksköterskornas allmänna pensionsförening och var från 1946 vice ordförande där. Hon var även ledamot av arbetskommittén för Sjuksköterskors samarbete i Norden 1920–1927, ledamot av styrelsen vid samma förening 1933–1945 och andre vice ordförande 1937–1945. Lind var från 1931 ledamot av styrelsen för Stiftelsen Ålderdomshem för sjuksköterskor i Ålsten och vice ordförande där från 1937, ledamot av styrelsen för Internationella sjuksköterskeförbundet 1933–1945, ordförande i Nationella Florence Nightingalekommittén 1934–1946.
Elisabeth Lind tilldelades 1947 Florence Nightingale-medaljen. Hon är begravd på Östra kyrkogården i Visby.